# Unterseeboot 24 (1936)
Pour les articles homonymes, voir Unterseeboot 24.
Le Unterseeboot 24 ou U-24 est un sous-marin allemand (U-Boot) de type II.B utilisé par la Kriegsmarine pendant la Seconde Guerre mondiale.
Comme les sous-marins de type II étaient trop petits pour des missions de combat dans l'océan Atlantique, il a été affecté dans la mer du Nord et la mer Noire.

## Présentation
Mis en service le 10 octobre 1936, l'U-24 a servi de 1935 à 1939 au sein de la Unterseebootsflottille "Lohs". Il réalise sa première patrouille, quittant le port de Wilhelmshaven, le 25 août 1939, sous les ordres du Kapitänleutnant Udo Behrens.
L'Unterseeboot 24 a coulé un navire marchand de 961 tonneaux, 5 navires de guerre pour un total de 571 tonnes et endommagé 2 navires marchands pour un total de 15 547 tonneaux, dont 1 totalement irrécupérable de 7 886 tonneaux au cours des 19 patrouilles (386 jours en mer) qu'il effectua du 25 août 1939 au 4 août 1944.
Les 8 premières patrouilles s'effectue en Mer du Nord, puis de mai 1940 à avril 1942, l'U-24 sert à l'entrainement des équipages, à Pillau au sein de la 21. Unterseebootsflottille.
Pour servir à la 30. Unterseebootsflottille à Constanza, l'U-24 est désarmé le 18 avril 1942 à Kiel et partiellement démonté pour être transporté par voie terrestre et via le Danube à la mer Noire. Le 4 octobre 1942, il est remis en service et affecté à la 30.U-Flottille dans laquelle il réalise 11 patrouilles, dont la première le 27 octobre 1942 sous les ordres du Oberleutnant zur See Klaus Petersen.
Le 5 novembre 1942, à 19 heures 18, au large de Poti en Géorgie, l'U-24 tire une torpille G7e (à propulsion électrique) sur le chalutier armé soviétique T-492, laquelle passe sous sa cible. Le chalutier force l'U-24 à plonger, avec des tirs de canon. L'U-24 fait mouche à 21 heures 37, mais la torpille n'explose pas. L'U-24 tire ses dernières torpilles à 0 heure 38 le 6 novembre, sans succès. L'U-24 fait surface et échange des tirs avec son canon antiaérien de 20 mm, qui s'enraie, forçant l'U-24 à rompre l'attaque avec des dégâts de mitrailleuse légère à sa tourelle.
Le 29 novembre 1942, en patrouillant dans la mer Noire, l'artillerie côtière turque lui tire trois obus, forçant l'U-24 à plonger. Le commandant a déclaré que l'U-Boot était à 7 ou 8 milles nautiques de la côte turque.
Le 27 mai 1944, l'U-24 mène une bataille en surface contre deux patrouilleurs soviétiques, au sud-ouest de Poti en mer Noire. Les pertes de l'U-Boot sont d'un mort et de deux blessés.
Le 25 août 1944, l'U-24 a été sabordé à Constanza à la position géographique de 44° 12′ N, 28° 41′ E, le long de la côte roumaine de la mer Noire pour empêcher les forces soviétiques de le capturer et après avoir été endommagé par un bombardement soviétique le 20 août 1944.
Il est renfloué par les soviétiques au début de 1945, puis est coulé comme cible par le sous-marin soviétique M-120 le 26 mai 1947 au large de Sébastopol (est coulé le même jour également l'U-18).

## Affectations
- Unterseebootsflottille "Lohs" à Kiel du 1er octobre 1936 au 1er août 1939
- Unterseebootsflottille "Lohs" à Kiel du 1er septembre au 17 octobre 1939 (service active)
- Unterseebootsflottille "Weddigen" à Kiel du 18 octobre au 31 décembre 1939 (navire-école)
- 1. Unterseebootsflottille à Kiel du 1er janvier au 30 avril 1940 (service active)
- 1. U-Ausbildungsflottille du 1er mai au 30 juin 1940 (navire-école)
- 21. Unterseebootsflottille à Pillau du 1er juillet 1940 au 30 avril 1942 (navire-école)
- 30. Unterseebootsflottille à Constanza du 1er octobre 1942 au 25 août 1944 (service active)

## Commandements
- Oberleutnant zur See Heinz Buchholz du 3 juillet au 30 septembre 1937
- Kapitänleutnant Udo Behrens du 8 octobre 1937 au 17 octobre 1939
- Harald Jeppener-Haltenhoff du 18 octobre au 29 novembre 1939
- Udo Heilmann du 30 novembre 1939 au 21 août 1940
- Leutnant zur See Dietrich Borchert du 22 août 1940 au 10 mars 1941
- Helmut Hennig du 11 mars au 31 juillet 1941
- Oberleutnant zur See Hardo Rodler von Roithberg du 1er août 1941 au 5 mai 1942
- Oberleutnant zur See Klaus Petersen du 14 octobre au 17 novembre 1942
- Oberleutnant zur See Clemens Schöler du 18 novembre 1942 au 15 avril 1943
- Kapitänleutnant Klaus Petersen du 16 avril 1943 au 7 avril 1944
- Dieter Lenzmann de juillet 1944 au 25 août 1944
- Oberleutnant zur See Martin Landt-Hayen du 7 avril à juillet 1944

Nota: Les noms de commandants sans indication de grade signifie que leur grade n'est pas connu avec certitude à notre époque à la date de la prise de commandement.

## Navires coulés
L'Unterseeboot 24 a coulé 1 navire marchand de 961 tonneaux, 5 navires de guerre pour un total de 571 tonnes et endommagé 2 navires marchands pour un total de 15 547 tonneaux, dont 1 totalement irrécupérable de 7 886 tonneaux au cours des 19 patrouilles (386 jours en mer) qu'il effectua.
| Date            | Nom                    | Nationalité      | Tonnage (GRT) | Fait                      |
| --------------- | ---------------------- | ---------------- | ------------- | ------------------------- |
| 9 novembre 1943 | Carmarthen Coast       | Royaume-Uni      | 961           | Coulé (mine)              |
| 31 mars 1943    | Kreml                  | Union soviétique | 7 661         | Endommagé                 |
| 15 juin 1943    | BTSC Zashitnik (no 26) | Union soviétique | 441           | Coulé                     |
| 30 juillet 1943 | Emba                   | Union soviétique | 7 866         | Endommagé - Irrécupérable |
| 22 août 1943    | DB-36                  | Union soviétique | 9             | Coulé                     |
| 22 août 1943    | DB-37                  | Union soviétique | 9             | Coulé                     |
| 31 octobre 1943 | SKA-38                 | Union soviétique | 56            | Coulé                     |
| 12 mai 1944     | SKA-0376               | Union soviétique | 56            | Coulé                     |

### Sources
- (en) Cet article est partiellement ou en totalité issu de l’article de Wikipédia en anglais intitulé « German submarine U-24 (1936) » (voir la liste des auteurs).